# António Garrido (árbitro)
António José da Silva Garrido (Marinha Grande, 3 de diciembre de 1932 − Leiría, 10 de septiembre de 2014) fue un árbitro de fútbol portugués.
Fue conocido por haber dirigido tres partidos en dos Copas del Mundo: el partido Argentina-Hungría en 1978 y Inglaterra-Francia y Francia-Polonia en 1982. También dirigió un partido en la Eurocopa 1980 y la final de la Copa de Campeones en 1980.